# دیوید کپرلی
دیوید کپرلی (انگلیسی: David Ceperley) یک فیزیک‌دان تئوری در بخش فیزیک دانشگاه ایلینوی در اربانا-شمپین است. کپرلی یک متخصص جهانی در حیطه کوانتوم مونته کارلو است.

## زندگینامه
وی در سال ۱۹۴۹ در چارلستون (ویرجینیای غربی) به دنیا آمد. مدرک کارشناسی خویش را در سال ۱۹۷۱ در رشته فیزیک و ریاضیات از دانشگاه میشیگان و مدرک کارشناسی ارشد خویش را در سال ۱۹۷۶ در رشته فیزیک تئوری از دانشگاه کرنل کسب نموده است.